# Greenhill Provincial Park
Greenhill Provincial Park är en park i Kanada.   Den ligger i provinsen Nova Scotia, i den östra delen av landet, 1 000 km öster om huvudstaden Ottawa. Greenhill Provincial Park ligger 198 meter över havet.
Terrängen runt Greenhill Provincial Park är huvudsakligen platt, men åt nordväst är den kuperad. Greenhill Provincial Park ligger uppe på en höjd.Närmaste större samhälle är New Glasgow, 11,1 km öster om Greenhill Provincial Park. 
I omgivningarna runt Greenhill Provincial Park växer i huvudsak blandskog. Runt Greenhill Provincial Park är det ganska tätbefolkat, med 129 invånare per kvadratkilometer.